# Sgùrr a’ Bhealaich Dheirg
Der Sgùrr a’ Bhealaich Dheirg ist ein 1.036 m (3.399 ft) hoher, als Munro und Marilyn eingestufter Berg in Schottland. Sein gälischer Name kann in etwa mit Spitze des roten Passes übersetzt werden. Der Berg liegt in der historischen Region Kintail in der Council Area Highland, etwa 30 Kilometer südöstlich von Kyle of Lochalsh und rund 40 Kilometer nördlich von Fort William. Er ist der höchste Gipfel einer als Brothers of Kintail bekannten Berggruppe, die sich auf der Nordseite des Glen Shiel an die Bergkette der Five Sisters of Kintail anschließt.
Die Brothers of Kintail umfassen außer dem Sgùrr a’ Bhealaich Dheirg noch den 1.001 m (3.284 ft) hohen Aonach Meadhoin und den 956 m (3.136 ft) hohen Sàileag. Der Sgùrr a’ Bhealaich Dheirg liegt zwischen den beiden anderen Gipfeln, mit denen er durch den Hauptgrat der kleinen Berggruppe verbunden ist. Im Westen schließt sich der Sàileag an, von dem der Gipfelgrat des Sgùrr a’ Bhealaich durch einen auf etwa 870 m Höhe liegenden Bealach getrennt ist. Östlich fällt der Grat bis zu einem Sattel auf etwa 830 m Höhe ab, an den sich der Aonach Meadhoin anschließt. Etwas oberhalb des Sattels führt ein breiter grasbestandener Rücken nach Südosten in das Glen Shiel, der Meall a’ Charra, der durch das tief eingeschnittene Coire Tholl Bhruach vom Hauptgrat getrennt ist. Unterhalb des Gipfels und im Bereich des Meall a’ Charra fällt der Berg auf der Südseite und Osten mit steilen grasbestandenen Hängen in das Glen Shiel ab, in tieferen Lagen bis hin zum Talboden sind die Hänge mit Nadelwald bestanden. Auf der Nordseite besitzt der Sgùrr a’ Bhealaich Dheirg zwei längere und teils felsige schmale Grate. Der Sreath an Fhraoch-choire führt von einem 1.014 m (3.327 ft) hohen Nebengipfel auf dem Hauptgrat westlich des Hauptgipfels nach Nordnordwest. Der Sreath a’ Ghlas-choire führt – zunächst schmal und felsig – über den mit einem Cairn markierten höchsten Punkt des Sgùrr a’ Bhealaich Dheirg, der ein paar Meter abseits des Hauptgrats liegt, nach Nordosten. Beide Grate reichen bis an das nördlich liegende Tal Fionngleann und umschließen das Ghlas-Coire mit einem kleinen Bergsee unterhalb des in diesem Bereich steil und felsig abfallenden Hauptgipfels. Östlich liegt das tief eingeschnittene Coire nan Eùn, dessen Ostseite vom Nordgrat des benachbarten Aonach Meadhoin gebildet wird.

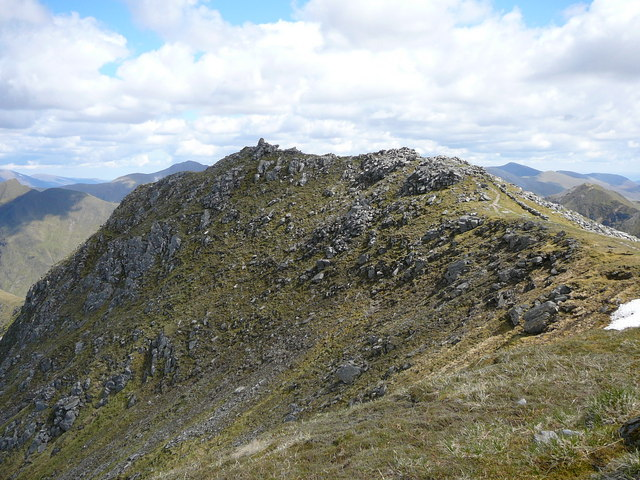
Der Gipfelbereich des Sgùrr a’ Bhealaich Dheirg
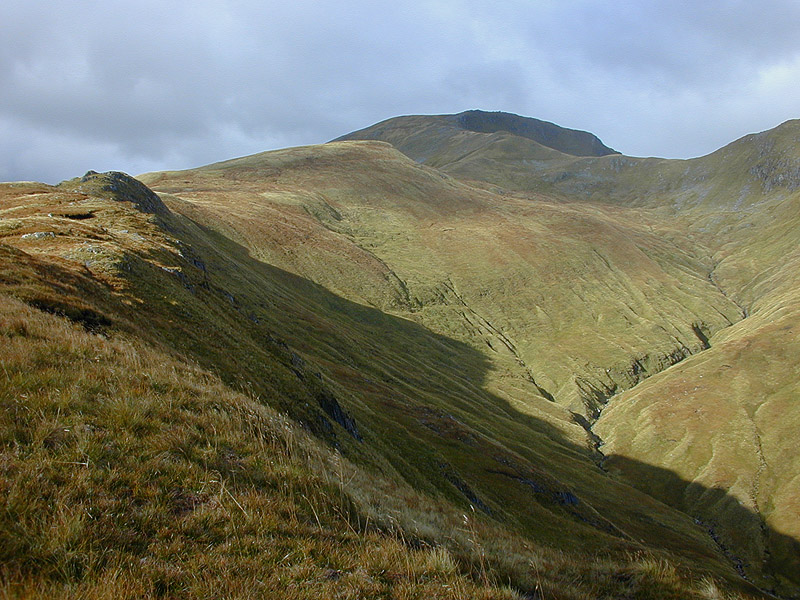
Blick vom Meall a’ Charra zum Gipfel, rechts das Coire Tholl Bhruach
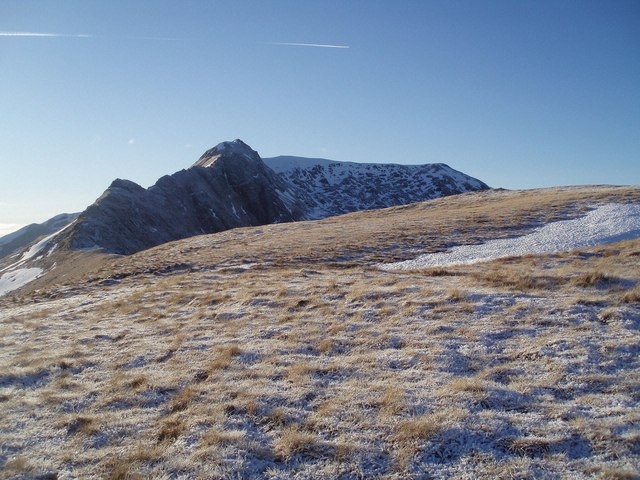
Der Nordostgrat des Sgùrr a’ Bhealaich Dheirg, Blick zum Gipfel
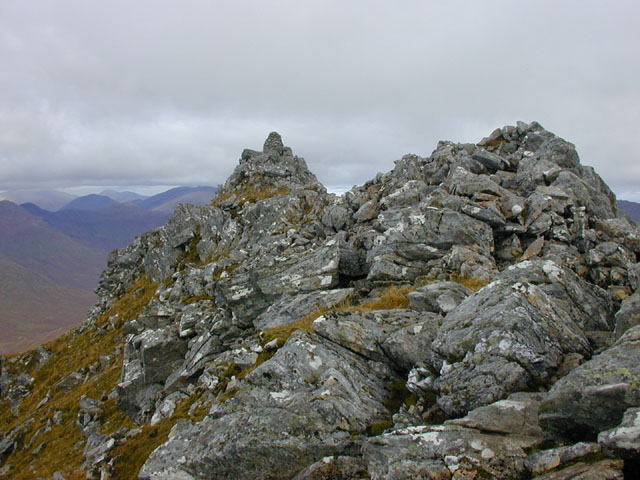
Der Gipfelcairn des Sgùrr a’ Bhealaich Dheirg am höchsten Punkt des in diesem Bereich schmalen und felsigen Nordostgrats.

Die meisten Munro-Bagger besteigen den Sgùrr a’ Bhealaich Dheirg im Rahmen einer Rundtour über die Brothers of Kintail und erreichen ihn über den Hauptgrat der Berggruppe. Der Gipfelcairn ist mit leichter, aber etwas ausgesetzter Kletterei über den Nordostgrat, wenige Meter nördlich des Hauptgrats zu erreichen. Die Rundtour kann dabei sowohl über den Aonach Meadhoin wie über den Sàileag begonnen werden. Ausgangspunkt für den Aonach Meadhoin ist der Cluanie Inn am Westende von Loch Cluanie, für den Sàileag ein Parkplatz an der A87 auf etwa halber Strecke im Glen Shiel. Alternativ kann der Sgùrr a’ Bhealaich Dheirg auch direkt bestiegen werden, der Zustieg führt hier über den Südostgrat des Meall Charra. Ausgangspunkt ist die A87 etwa zwei Kilometer westlich des Cluanie Inn.